# Хосе Аргойтія
Хосе Марія Аргойтія Ача (ісп. José María Argoitia Acha; нар. 18 січня 1940, Гальдакао, Іспанія) — іспанський футболіст, що грав на позиції півзахисника.
Володар кубка Іспанії.

## Ігрова кар'єра
У дорослому футболі дебютував 1957 року виступами за команду клубу «Басконія», в якій провів три сезони, взявши участь у 52 матчах чемпіонату.
Своєю грою за цю команду привернув увагу представників тренерського штабу клубу «Атлетік Більбао», до складу якого приєднався 1960 року. Відіграв за клуб з Більбао наступні дванадцять сезонів ігрової кар'єри.
Згодом з 1962 по 1973 рік грав у складі команд клубів «Індаучу» та «Сестао Спорт».
Завершив професійну ігрову кар'єру у клубі «Расінг», за команду якого виступав протягом 1973—1973 років.

## Досягнення
- Володар Кубка Іспанії з футболу:

«Атлетік Більбао»: 1969